# OpenPOWER Foundation
OpenPOWER Foundation（オープンパワー・ファウンデーション）は、Power ISA製品に関連する開発コミュニティ。
2013年8月6日にIBMにより開始され OpenPOWER Consortium（オープンパワー・コンソーシアム）として発表された。

## 会員
設立会員はGoogle、IBM、Mellanox、NVIDIA、Tyan、Inspur。
2013年12月の法人化以後の参加メンバーは、Canonical、サムスン電子、Micron、日立製作所、Emulex, Fusion-io、SK Hynix、Xilinx、Jülich Supercomputer Center、Oregon State Universityなど。

## 概要
IBMは、プロセッサーの詳細、ファームウェア、ソフトウェアなどのPower Architectureに関連する技術を公開し、それらを自由なライセンスとして提供し、メンバー企業はパートナーとともに協調型開発モデルを採用する。その目標は、将来のデータセンターやクラウドコンピューティングのための各ベンダーがカスタマイズしたサーバー、ネットワーキング、ストレージハードウェアを構築するための、サーバーベンダー用の生態系（エコシステム）を創出し始める事にある。
Power.orgはPower Architecture命令セット(ISA)に関する主体として存続するが、今後は詳細の実装はIBMから許諾された自由なライセンスの下で、各ベンダーが自由に実施できる。

## 参照
1. ↑  Russell, John. “OpenPOWER Reboot – New Director, New Silicon Partners, Leveraging Linux Foundation Connections”. HPCwire. 2020年8月23日閲覧。
2. ↑  Google, IBM, Mellanox, NVIDIA, Tyan Announce Development Group for Data Centers
3. ↑  Current Member - OpenPOWER Foundation
4. ↑  IBM opens up Power chips, ARM-style, to take on Chipzilla
5. ↑  Open and Collaborative Development is the Future of Cloud Computing - IBM's A Smarter Planet blog
6. ↑  IBM's OpenPower consortium with Nvidia, Google aims to advance datacenter